# Adinda platyperaeon
Adinda platyperaeon is een pissebed uit de familie Scleropactidae. De wetenschappelijke naam van de soort is voor het eerst geldig gepubliceerd in 1982 door Schultz.